# Plymouth Belvedere
Plymouth Belvedere — серия американских моделей автомобилей, выпускавшихся компанией Plymouth с 1954 по 1970 год. Название Belvedere впервые было использовано в 1951 году, как обозначение нового типа кузова "хардтоп" в линейке Plymouth Cranbrook. С 1954 года Belvedere был выделен в самостоятельную линейку, поначалу бывшую самой дорогой и престижной в модельном ряду Plymouth - однако уже в 1956 году уступившей этот статус новому Plymouth Fury. C 1959 года, когда была снята с производства модель "Plaza", ранее бывшая самой дешёвой в модельном ряду марки, Belvedere окончательно обосновался в статусе автомобиля Plymouth средней ценовой категории, находясь между ставшим самым дешёвым Savoy и самым роскошным Fury.
C 1962 года Belvedere, как и прочие модели Plymouth, фактически перешёл из класса полноразмерных автомобилей в класс среднеразмерных, согласно проводимой тогда политике "уменьшения" руководства концерна Chrysler. Вскоре она была признана ошибочной, и к 1965 году Fury вернули в полноразмерный класс, а Belvedere оставили в среднеразмерном; тогда же он получил (впервые с 1957 года) двухфарную систему освещения вместо четырёхфарной. Также в том году был представлен Plymouth Satellite, являвший собой богаче оформленный Belvedere. В 1967 году Belvedere снова получил четырёхфарную систему головного света, на его базе начали производить мускул-кар Plymouth GTX, а в 1968 - Plymouth Roadrunner.
В 1970 году производство модели Belvedere было прекращено, её место окончательно занял Plymouth Satellite.